# 上海闖蕩
《上海闖蕩》（英語：When in Shanghai）是香港電視廣播有限公司拍攝製作的旅遊節目，全節目共18集，由三位80後年青人賈曉晨、沈震軒和陳蕊蕊主持。本節目為《闖蕩系列》之一。為迎接上海世界博覽會於中國上海拍攝。以年青人視點看上海世界博覽會這個觸目盛事。節目由2010年6月20日至2010年10月17日逢星期日20:00-20:30於J2播映。節目播出後於myTV提供節目重溫。

## 每集主題
- 第1集：上海印象
- 第2集：百變弄堂
- 第3集：動感之旅
- 第4集：潮玩上海
- 第5集：玩轉校園
- 第6集：美味日記
- 第7集：品味弄堂
- 第8集：優遊法租界
- 第9集：潮遊上海
- 第10集：上海「血拼」日記
- 第11集：光影回流
- 第12集：體驗上海
- 第13集：自由行大考驗
- 第14集：上海搏擊實錄
- 第15集：上海驚魂
- 第16集：悠遊水鄉
- 第17集：再闖高峯
- 第18集：留戀上海

## 外部連結
- 上海闖蕩TVB官方網頁（页面存档备份，存于）
- 上海闖蕩myTV重溫